# Guigone de Salins

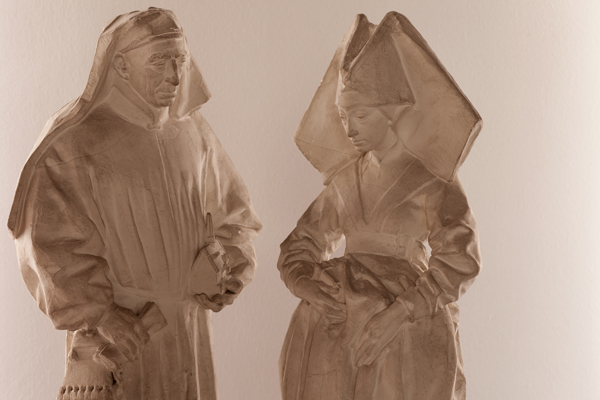
Nicolas Rolin und Guigone de Salins (in Lessines)

Guigone de Salins (1403–1470) entstammte dem alten burgundischen Adelshaus Salins-la-Tour und war eine bekannte Wohltäterin in Beaune.

## Biographie
Guigone de Salins wurde 1403 als dritte Tochter von Étienne de Salins la Tour und Louise de Rye in wohlbehüteten Verhältnissen geboren. Mit 18 Jahren heiratete sie den 29 Jahre älteren, zweifachen Witwer Nicolas Rolin. Als Angehörige des herzoglichen Hofstaates (sie diente dort als Ehrendame) und durch ihre hohe Herkunft führte sie den aus bürgerlicher Familie stammenden Nicolas endgültig in den Hochadel ein. Ihre beträchtliche Mitgift vermehrte den Reichtum ihres Gatten erheblich, der 1422 von Philipp III. (Philipp der Gute) zum Kanzler erhoben und 1424 zum Ritter geschlagen wurde. Guigone und Nicolas bekamen drei gemeinsame Kinder: Louise, Claudine und Antoine Rolin.
Guigone de Salins war wohltätig und ermutigte ihren Mann zu zahlreichen Stiftungen. 1443 gründeten beide das Hôtel-Dieu in Beaune, ein für die damalige Zeit revolutionäres Krankenhaus, in dem die Armen der Stadt umsonst und reiche Leute gegen Entgelt behandelt wurden. Neben der modernen Medizin wurde das Krankenhaus auch mit großzügigen Räumlichkeiten und Kunstgegenständen versehen. Beide schafften es durch ihr Engagement, das Hospiz mit solchen Finanz- und Stiftungsmitteln auszustatten, dass es bis heute Bestand hat (bis in die 60er Jahre hinein sogar in den ursprünglichen Räumlichkeiten).
Nach dem Tode ihres Mannes im Jahre 1462 übersiedelte Guigone de Salins in das Hôtel-Dieu und übernahm die alleinige Leitung. Erfolgreich konnte sie eine Klage ihres Stiefsohnes Jean Rolin abwehren, der das Hospiz von ihr übernehmen wollte.
Guigone de Salins starb 1470 im Alter von 67 Jahren und wurde in der Kapelle des Hôtel-Dieu beigesetzt, in der sie nach Störung der Totenruhe während der französischen Revolution nun wieder liegt.

## Darstellungen

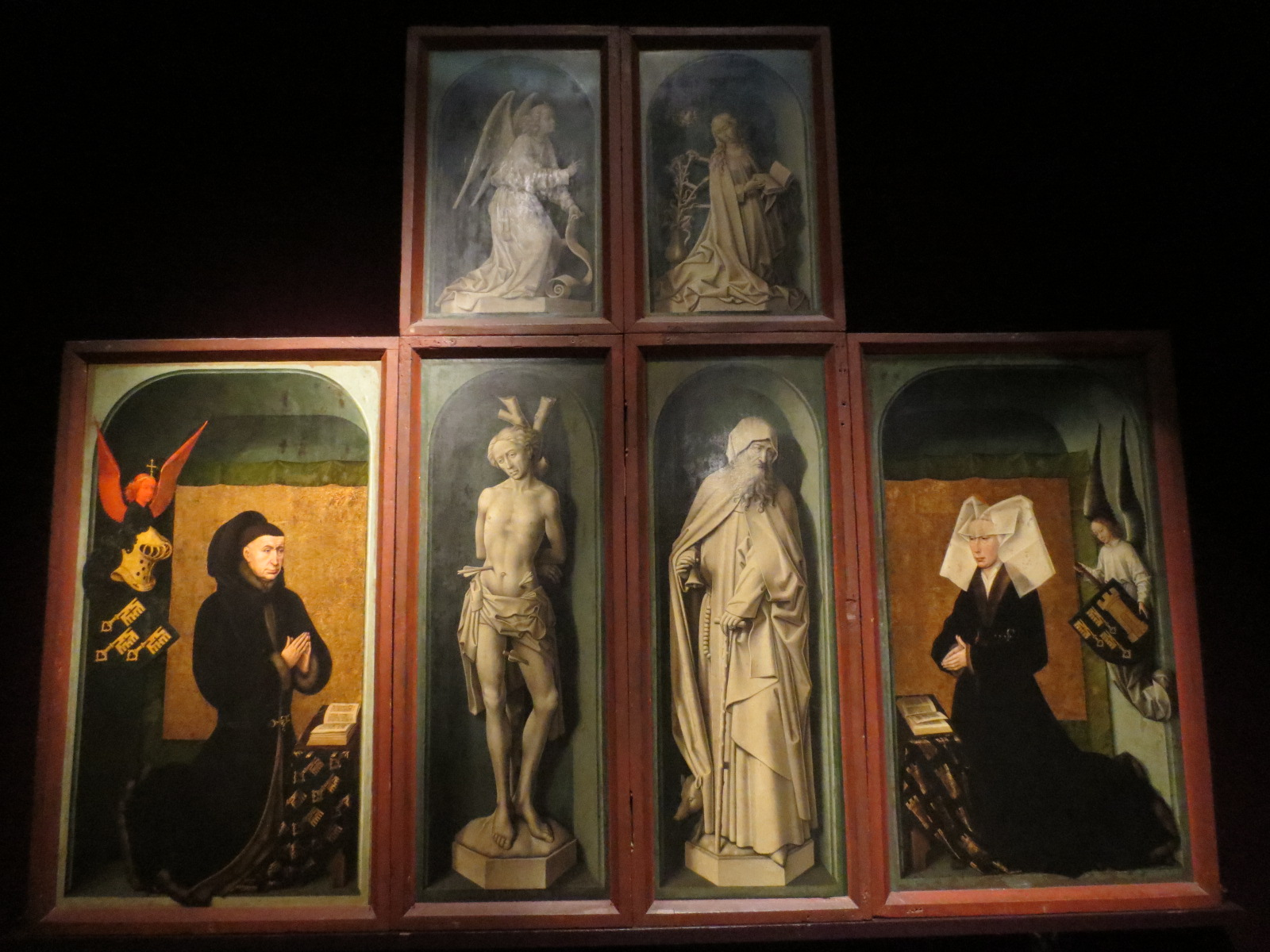
Hôtel-Dieu de Beaune 129;
Guigone de Salins ist rechts im Bild dargestellt.

Guigone de Salins ist auf dem Gemälde Das jüngste Gericht von Rogier van der Weyden dargestellt, das sie und ihr Mann für das Hôtel-Dieu gestiftet hatten.
Auf einer Reihe von Fliesen, Kacheln, Tapesterien und Wandmalereien befindet sich der Schriftzug „Seulle“. Dies soll daran erinnern, dass Guigone für Nicolas „die einzige Frau in seinem Herzen“ war.

## Wein
Zur Stiftung des Hôtel-Dieu gehören auch eine Reihe hervorragender Weinlagen. Ein besonderer Premier Cru ist nach Guigone de Salins benannt.

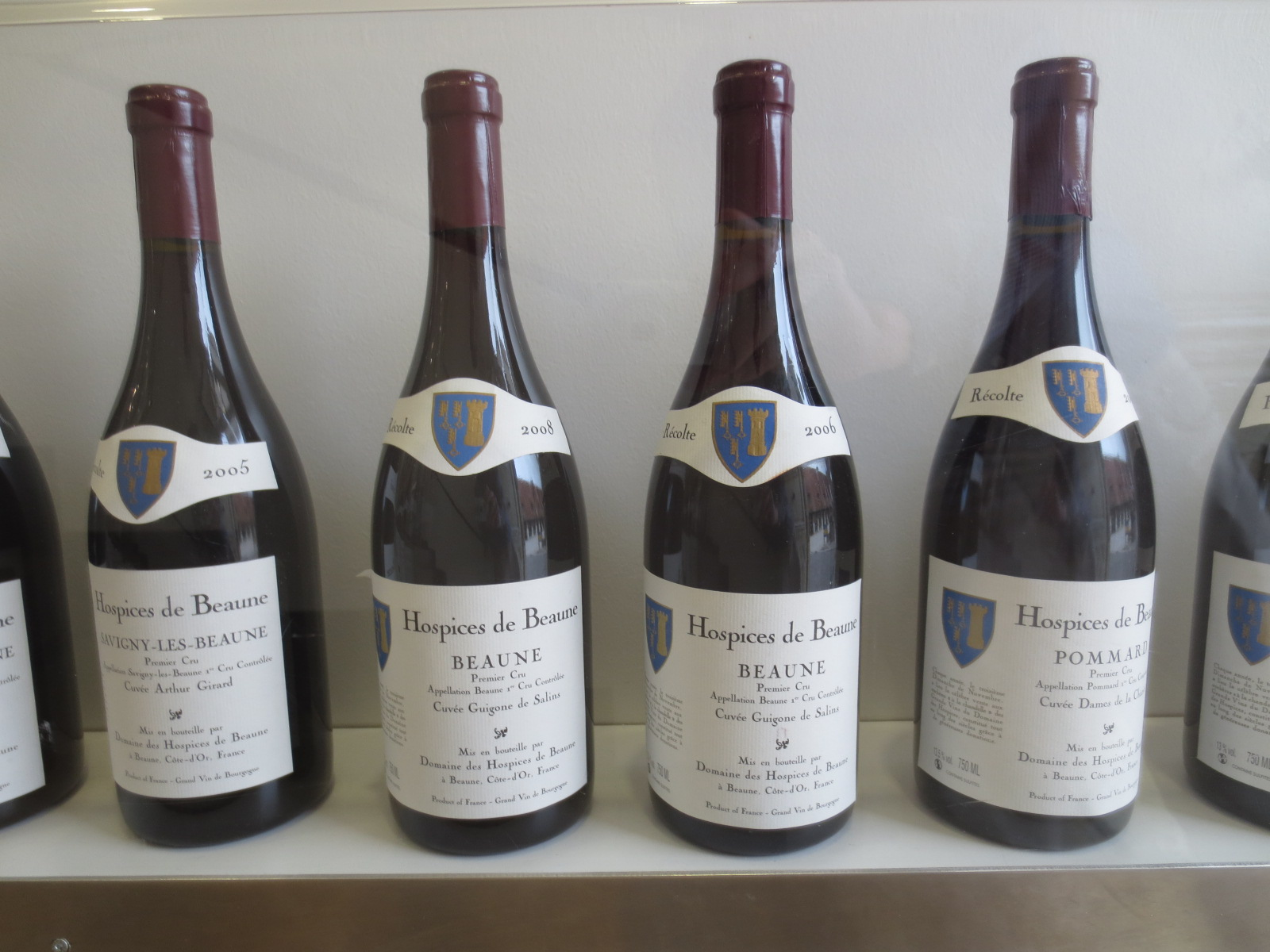
Hôtel-Dieu de Beaune 145